# کاپلندورف
کاپلندورف (به آلمانی: Kapellendorf) یک شهر در آلمان است که در وایمارر لاند واقع شده‌است. کاپلندورف ۴۵۲ نفر جمعیت دارد.